# Georges Turines
Georges Turines, né le 26 janvier 1895 à Lautignac et mort le 4 juillet 1979 à Villefranche-de-Lauragais, est un homme politique français.

## Biographie
Fils d’un instituteur et d’une mère sans profession, Turines embrasse la profession de son père, 15 jours avant d'être mobilisé, en octobre 1914. Remobilisé en tant qu'officier d’état-major, en 1939, il entre dans la Résistance, secteur Lauragais.
En 1945, il s'investit dans la vie politique comme maire de Villefranche-de-Lauragais jusqu'en 1965, il est aussi élu conseiller général de Villefranche-de-Lauragais en mars 1949, et il devient député de Haute-Garonne à l'élection législative du 17 juin 1951 jusqu'au 18 janvier 1955.